# Mexikanische Staatsangehörigkeit

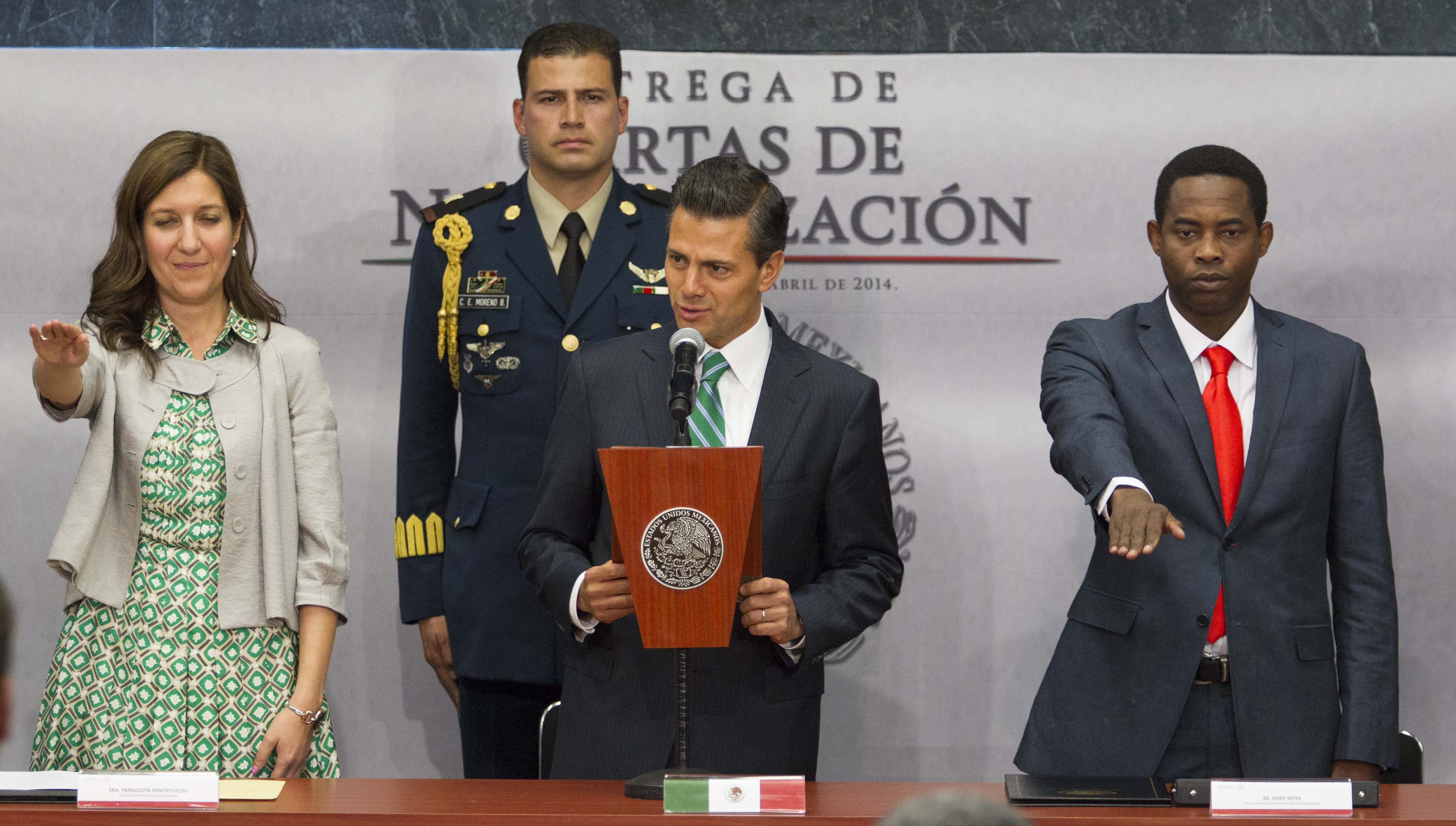
Neubürger erheben die Rechte zum Schwur. Hier rechts der Biochemiker Dr. Hady Keita, links Panagiota Panopoulou, Gesundheitsökonomin. Politiker weltweit, wie hier Präsident Enrique Peña Nieto instrumentalisieren Einbürgerungszeremonien gerne zur Selbstdarstellung.

Die mexikanische Staatsangehörigkeit bestimmt die Zugehörigkeit einer Person zu Mexiko mit den zugehörigen Rechten und Pflichten.
Wie in allen Staaten der westlichen Hemisphäre, außer Kolumbien, gibt es eine Geburtsortsregelung (ius soli), wodurch alle im Lande geborenen Kinder automatisch ab Geburt Staatsbürger werden.
Mexiko ist ein föderaler, multiethnischer Bundesstaat, die Gesetzgebungskompetenz zu Staatsbürgerschaft liegt beim Bund. Fragen der indianischen Stammeszugehörigkeit haben keinen Einfluss auf Bürgerrechte. Jedoch gab es in der ersten Hälfte des 19. Jahrhunderts in den Verfassungen einiger Gliedstaaten entsprechende lokale Vorschriften.
Nacionalidad bedeutet „Staatsangehörigkeit,“ ciudadanía meint die Bürgerschaft mit einhergehenden staatsbürgerlichen Rechten, die bis heute für Eingebürgerte beschränkt bleiben. Der Begriff extranjería umfasst die gesamte Bandbreite der Politik und Praktiken hinsichtlich Zuwanderung und Einbürgerung.

## Historisches

Die mexikanischen Außengrenzen änderten sich nach der Gründung der Zentralamerikanische Konföderation 1823 und dem großen US-amerikanischen Landraub 1836–53 kaum mehr. Die endgültigen Grenzverträge (mit Guatemala 1882, USA 1884, Britisch-Honduras 1893/7) führten kaum zu Änderungen von Staatsangehörigkeiten betroffener Bewohner im Rahmen der Staatensukzession.

Bei den nachfolgenden Ausführungen ist zu beachten, dass Mexiko jahrzehntelang ein fragiles Staatswesen war, dessen moderne Form erst während des Porifiriats (1876-1911) und den folgenden Revolutionen bis 1917 entstand. Auch heute ist Rechtsstaatlichkeit, besonders in den Randgebieten ein Problem. Die Verwaltungspraxis war und ist zutiefst korrupt.
Getreu dem Vorbild der französischen Revolution, dessen Modernisierung des Rechtswesens über Spanien rezipiert wurde, sind in Mexiko grundlegende Fragen der Staatsangehörigkeit in der Verfassung geregelt. Vorbild hierfür war die kurzlebige Verfassung von Cádiz von 1812, die sich in ihrer Unterscheidung von Bürgern und Staatsangehörigen konkret an den Regelungen der ersten französischen Revolutionsverfassung von 1791 orientierte. Daher enthielten Verfassungen seither Artikel zur Staatsbürgerschaft.
Auch das erste mexikanische bürgerliche Gesetzbuch entworfen unter Präsident Santa Anna orientierte sich am Code Napoléon und dessen Vorschriften über Personen in Buch I.

Man folgte dem international bis nach 1930 üblichen Prinzip der Familieneinheit, d. h. bei Einbürgerung eines Mannes wurden seine Ehefrau und minderjährige, unverheiratete Kinder automatisch mit eingebürgert. Eine einen Ausländer heiratende Frau nahm automatisch dessen Staatsangehörigkeit an auch wenn beide in Mexiko leben blieben. Erst in Folge der Umsetzungen internationaler Abkommen erhielten verheiratete Frauen ein eigenes Mitbestimmungsrecht.
Die mexikanischen Regierungen gingen seit 1823 davon aus, dass alle 1821 im Lande wohnenden spanischen Untertanen automatisch Mexikaner geworden waren. Allerdings wurden 1824/7 nicht im Lande Geborene von gewissen, nun gebürtigen Mexikanern vorbehaltenen Beamtenstellen entfernt. Spanien erkannte die Unabhängigkeit Mexikos offiziell erst 1836 an. Durch Dekret vom 10. Aug. 1842 wurde allen ehemaligen Spaniern (d. h. den außerhalb Mexikos geborenen), die 1821–36 im Lande wohnen geblieben waren, die Möglichkeit gegeben durch Option die spanische Staatsbürgerschaft wieder aufzunehmen.
Im 19. Jahrhundert stand beim Werben um in der Landwirtschaft tätige Neubürger in direkter Konkurrenz zu den USA, Argentinien und Kanada. Die Anforderungen an Finanzen und Kenntnisse der Zuwanderer waren, angesichts der in den anderen Staaten höheren Verdienstmöglichkeiten in den 1880/90ern unattraktiv. Es kamen entsprechend wenige.

### Verfassungen
1824

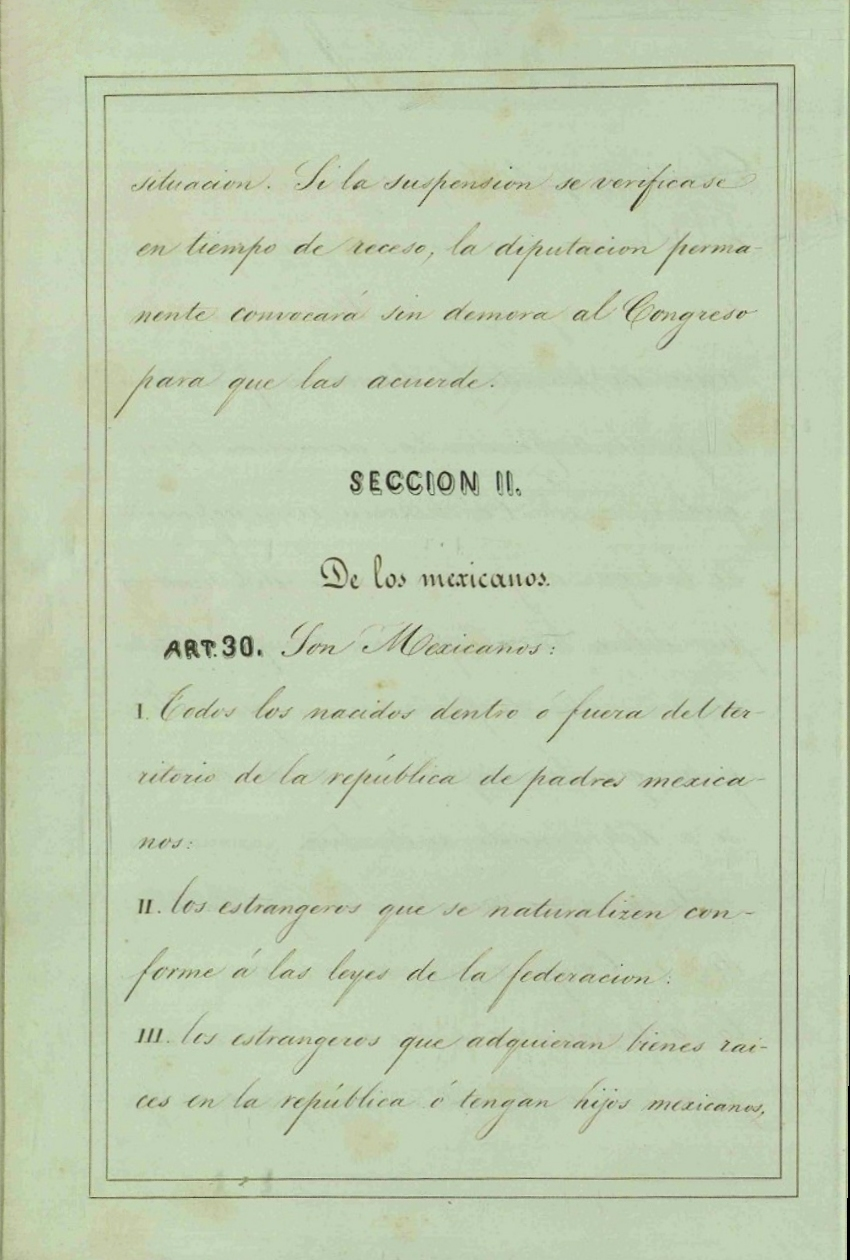
§ 30 der Verfassung 1857.

Geregelt wurde nur das Erfordernis für Staatsämter und bestimmte höhere Beamtenstellen, dass die Inhaber Mexikaner zu sein haben. Definiert wurden solche als vor 1810 in Spanisch-Mittelamerika geboren zu sein und hier zu wohnen.
1857
In § 30 wird geregelt:
- Mexikaner sind alle Kinder eines mexikanischen Elternpaars.
- Personen, die im Lande Grundeigentum erwerben oder mexikanische Kinder haben,[15] sofern sie nicht erklären nicht Mexikaner sein zu wollen.

§§ 37-8: bestimmten:
- dass durch Annahme einer fremden Staatsangehörigkeit die mexikanische verloren ging.
- dies auch bei der Annahme eines ausländischen Amtes, Ordens oder Titels, sofern der Kongress selbiges nicht vorab genehmigt hatte.[6]

1917
In §§ 30-4 wird bestimmt:
- Mexikaner ab Geburt sind Kinder gebürtiger Mexikaner, gleich ob im In- oder Ausland geboren
- im Inland geborene Kinder von Ausländern, sofern sie innerhalb eines Jahres nach Volljährigkeit für Mexiko optieren und nachweisen die sechs Jahre zuvor im Lande gelebt zu haben. Kann die Aufenthaltserfordernis nicht erfüllt werden gelten sie nicht als Mexikaner ab Geburt, sondern Eingebürgerte.
- Mestizen (Latino-Indianer-Halbblute; Indolatinos), die im Lande leben und bleiben wollen. Sie gelten als Eingebürgerte, mussten aber bis 1934 die Einbürgerung explizit beantragen.
- Einbürgerungen sind nach fünf Jahren Wohnsitz auf Antrag möglich, wenn der Antragsteller über einen gesicherten Lebensunterhalt verfügt.
- Ausländer dürfen amtlicherseits ohne Gerichtsverfahren des Landes verwiesen werden[18]

Einheiratende Ausländerinnen, die im Lande wohnten wurden mit der Hochzeit automatisch eingebürgert.
Durch die Änderung des § 30 wurden 1969 die Erwerbsgründe ausgeweitet: Mexikaner ab Geburt wurde nun jeder im Lande geborene, egal ob die Eltern Ausländer waren oder nicht. Das galt auch bei Auslandsgeburt (oder an Bord mexikanischer Schiffe) wenn der Vater oder die Mutter Mexikaner waren.

### Einzelgesetze und Ausländergesetzgebung

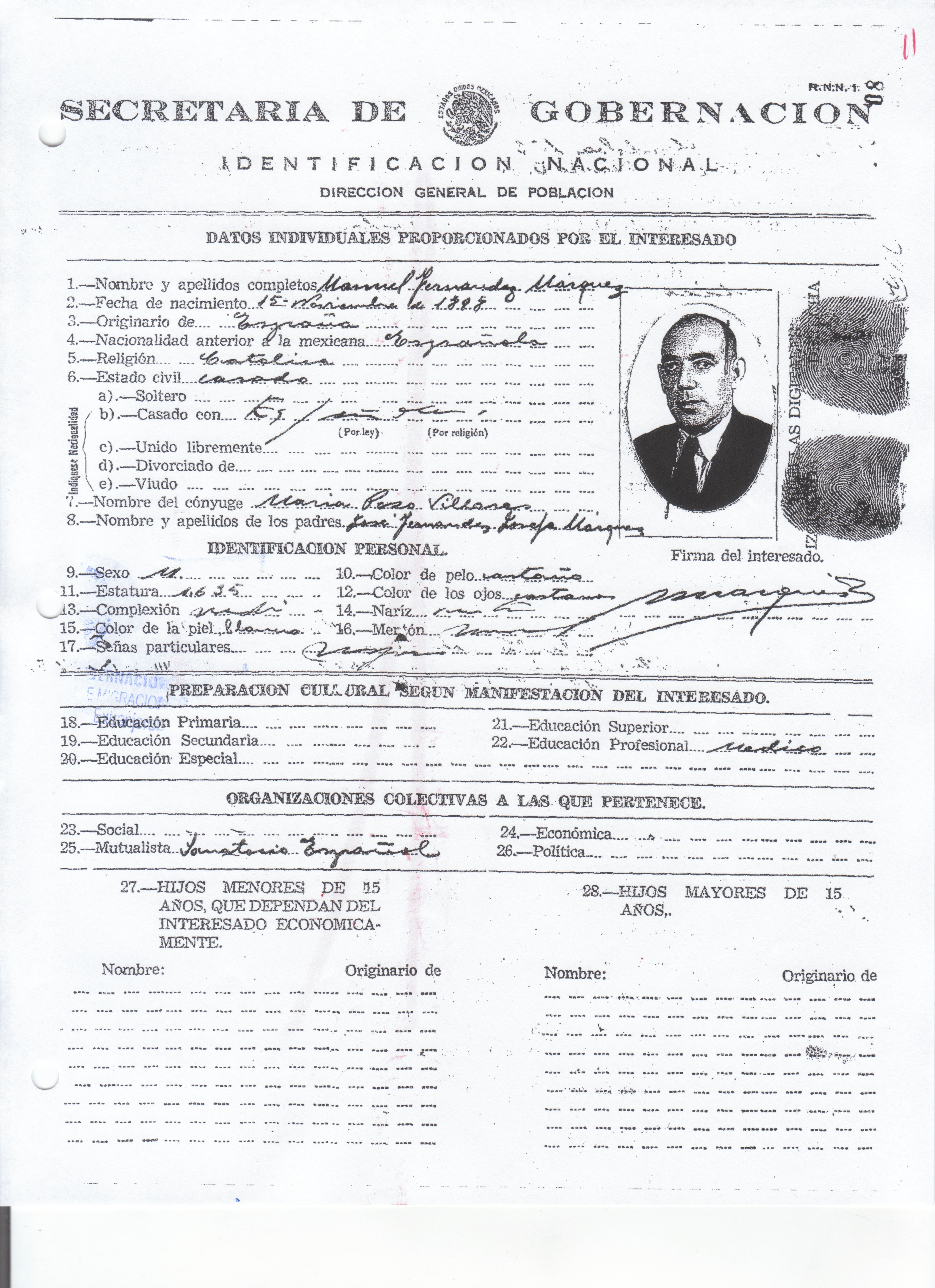
Personendatenblatt eines eingebürgerten Spaniers.

#### Ley de Extranjería y Naturalización1886
Umgangssprachlich Ley Vallarta. Die Zuständigkeit lag beim Secretaria de Relaciones (Außenministerium). Ein eigenes Kapitel regelt Rechte und Pflichten und bestimmt, dass politische Rechte nur mexikanischen Bürgern zustehen.
Als Mexikaner definierte man:
- im Lande geboren: Kinder mexikanischer Väter (egal ob ab Geburt oder eingebürgert).
- im Lande geboren: Kinder mexikanischer Mütter, wenn jene mit dem Vater „in Sünde“ lebten oder er unbekannt war.
- Im Ausland geborene Kinder mexikanischer Väter, wenn ins Lande gekommen nach einem Jahr Aufenthalt, sofern volljährig (21 Jahre) und nach Anmeldung oder, ohne Formalitäten, wenn sie als Beamte oder im Militär dienten.
- Im Ausland geborene Kinder mexikanischer Mütter, sofern diese nicht nach dem Recht des Gastlandes dessen Staatsangehörigkeit erhalten hatte (meist durch Heirat) unter den vorgenannten Bedingungen nach Heimkehr.
- Eine einheiratende Ausländerin blieb auch nach Eheende Mexikanerin.
- Im Ausland geborene, die 1821 in Mexiko ansässig waren und blieben. Analog solche Männer, die nach den Regeln der Grenzverträge mit den USA 1848 und 1853 sowie Guatemala 1882 ihre mexikanische Staatsangehörigkeit beibehalten hatten.
- Eingebürgerte.
- Gewisse sonstige Optanten.
- Mexikanerinnen, die nach Ende einer Ehe mit einem Ausländer ihre mexikanische Staatsbürgerschaft wieder aufnehmen wollten, konnten dies durch Wohnsitznahme im Inland automatisch tun.

Die Staatsbürgerschaft verloren ging:
- für Frauen, die Ausländer heirateten.
- für Mexikaner die unerlaubt eine ausländische Beamtenstelle oder einen ausländischen Titel oder nicht-wissenschaftlichen Orden annahmen. Genehmigungen für Beamte galten zehn Jahre und waren dann alle fünf Jahre zu verlängern.
- über 10-jähriger Auslandsaufenthalt [aufgehoben 1891]
- bei Annahme der Staatsbürgerschaft eines anderen Landes.

Einbürgerung
Das Einbürgerungsverfahren verlangte sechs Monate vorher bei der Stadtverwaltung des Wohnsitzes (Ayuntamiento) seinen Einbürgerungswillen kundzutun und zu erklären andere Staatsangehörigkeiten aufgeben zu wollen.

Waren zwei Jahre Wohnsitz im Lande nachgewiesen, stellte das Außenministerium nach diesen sechs Monaten eine Urkunde aus, die dem örtlichen Amtsrichter (Juez de Distrito) vorgelegt wurde. Dieser prüfte dann ob der Antragsteller:
- nach dem Recht seines Heimatlandes volljährig und geschäftsfähig war
- der Wohnsitzerfordernis genügte und sich anständig benommen hatte
- seinen Lebensunterhalt selbst verdienen konnte

Nach Prüfung, inklusive Rücksprache bei der Staatsanwaltschaft sowie der Stadtverwaltung sandte der Richter an das Außenministerium die Bestätigung samt beglaubigter Erklärungen, dass dem Gesetze genüge getan sei. Daraufhin wurde dort eine Einbürgerungsurkunde gebührenfrei ausgefertigt.
Sonderregeln:
- Für ausländische Seeleute in der mexikanischen Handelsmarine war die Wartezeit ein Jahr.
- Ohne Prüfverfahren wurde Erwerb bescheinigt für Optanten, zurückkehrende Witwen usw.
- Auslandsdienst mit Genehmigung der Regierung unterbrach die Anwartszeit nicht, wenn kürzer als sechs Monate.
- Übergangsregel, mit 8-monatiger[24] Optionsfrist gegen Mexiko: Ausländer die vor 1886 Landbesitz erworben hatten.
- Nicht eingebürgert werden durfte wer im Ausland als Pirat, Sklavenhändler, Geld- oder Urkundenfälscher, Mörder, Brandstifter oder (Vieh-)Dieb/Räuber verurteilt worden war. Eventuelle Falschangaben führten zum Widerruf der Einbürgerung.
- Die Einbürgerung wurde dann rückgängig gemacht, wenn ein Eingebürgerter ohne vorherige mexikanische Erlaubnis länger als zwei Jahre wieder in seinem Herkunftsland wohnte.

#### Ley de Nacionalidad y Naturalización1934
Unter gleichzeitiger Änderung des § 30 der Verfassung definierte man Mexikaner nun als:
- Im Inland geborene Kinder, wenn sie nicht eine andere Staatsangehörigkeit über ihren Vater automatisch erhielten.
- Im Ausland geborene eheliche Kinder mexikanischer Eltern oder eines mexikanischen Mannes. Des Weiteren uneheliche Kinder einer Mexikanerin.

Eingebürgerte waren:
- Mit Mexikanern verheiratete Frauen ab Eheschließung sofern diese im Inland lebten.

Auf Antrag eingebürgert werden konnte man, ggf. mit Ehefrau und minderjährigen Kindern:
- bei Nachweis von zwei Jahren legalem Aufenthalt und
- mit amtsärztlichem Gesundheitszeugnis und
- bei Volljährigkeit, jetzt 18 Jahre und
- Bescheinigung des letzten Auslandswohnsitzes sowie
- der mindestens drei Jahre zuvor abgegebenen Erklärung Mexikaner werden zu wollen.

Untersucht wurde Richtig- und Vollständigkeit vom örtlichen Amtsrichter. Dieser prüfte auch ob der Antragsteller nicht vorbestraft und in der Lage war seinen Lebensunterhalt selbst zu bestreiten.

Nach erfolgreicher Vorprüfung sandte man alle Unterlagen an das Außenministerium, das den Antrag auf Kosten des Petenten drei Mal im Staatsanzeiger veröffentlichte, um Widerspruch zu ermöglichen.

Unter Beifügung einer Stellungnahme der Staatsanwaltschaft gingen die Unterlagen zurück zum Richter, der nach erneuter Prüfung, dem Außenministerium mitteilte, dass der Ausstellung einer Einbürgerungsurkunde nichts entgegenstünde. Zu diesem Zeitpunkt hatte der Antragsteller bei persönlichem Erscheinen nachzuweisen, dass er fremde Staatsbürgerschaften und eventuelle Adelstitel aufgab. Daraufhin wurde vom Außenministerium die Urkunde ausgefertigt.
Erleichterte Bedingungen, d. h. direkter Antrag beim Außenministerium, galt für:
- Ehemänner von Mexikanerinnen, bei seit mindestens 2 Jahre bestehender Ehe und Inlandswohnsitz bei Antragstellung.
- im Ausland geborene, inzwischen volljährige Kinder eines ausländischen Vaters mit einer mexikanischen Mutter, nachdem sie in Mexiko ihren Wohnsitz nahmen.
- landwirtschaftliche Ansiedler, die durch Anwerbevertrag mit der Regierung gekommen waren.
- gebürtige Mexikaner, die ihre Staatsbürgerschaft aufgegeben oder verloren hatten.
- Ausländer, die durch ihr Wirken oder Unternehmen im Lande dem Staate nützten.
- in Mexiko lebende Indolatinos, wenn sie Bürger eines lateinamerikanischen Landes waren.
- Übergangsregeln [gültig bis 1938] zum Wiedererwerb für Frauen, die durch Eheschließung Ausländerinnen geworden waren

Verlustgründe richteten sich nach der Verfassung. Dazu gehörte auch 5-jähriger Auslandsaufenthalt.
Die Verfassungsänderung 1969 wurde durch Gesetzesänderung am 20. Feb. 1971 umgesetzt.
Das Staatsangehörigkeitsgesetz vom 21. Juni 1993 ersetzte das Gesetz von 1934 und wurde durch die Folgeregelung 1998 aufgehoben. Bei Auslandsgeburt wurde die mexikanische Staatsbürgerschaft nun über Mutter oder Vater vererbt. Doppelstaatlichkeit war noch verboten, die Wiederaufnahme (recuperación) der mexikanischen Staatsbürgerschaft, möglich für gebürtige Mexikaner, war an die Aufgabe zwischenzeitlich erworbener fremder Staatsangehörigkeiten gebunden.

#### Ausländergesetzgebung
Weil man sich lange als Einwanderungsland sah, hatte die Ausländergesetzgebung indirekt Auswirkungen auf das Staatsangehörigkeitsrecht, da man (die meiste Zeit) bemüht war die Zuwanderer einzubürgern. Siedler (colonos), die aufgrund Anwerbevertrags mit Regierungsstellen in Land kamen, waren von Anfang an Mexikanern gleichgestellt.
Die Zuständigkeit über Ausländer liegt beim Innenministerium (Secretaría de Gobernación; SEGOB).
Decreto Extranjería y Nacionalidad 1854
Als Maßnahme der Ausländerkontrolle mussten sich diese eine jährlich zu verlängernde  carta de seguridad ausstellen lassen, wofür sie dann in den Genuss bürgerlicher, aber nicht politischer Rechte kamen. Ausweisungen wurden nun möglich. Das betraf vor allem zahlreiche aus Spanisch-Kuba gekommene.
Ley de Matriculación de Extranjeros 1861
Das Ausländermeldegesetz verlangte deren Anmeldung. Die Bescheinigung darüber war z. B. nötig, um bei Gericht gehört werden zu können.
Einbürgerungsgesetz vom 9. April 1870
Ley de Inmigración 1909
Gefördert werden sollte die gezielte Zuwanderung von Arbeitskräften, deren Einreise uneingeschränkt erlaubt wurde. Ursachen für Einreiseverweigerung waren nur „notorische Unmoral“ und „unhygienische Lebensweise“ mithin schwere Krankheit, unbegleitete Kinder unter 16 Jahren, Flüchtlinge, Bettler, Prostituierte. Nach drei Jahren Aufenthalt waren Ausweisungen nicht mehr möglich. Das Gesetz blieb auch nach den Umwälzungen der Revolution in Kraft.
Die Begründung „unhygienische Lebensweise“ wurde verstärkt dazu genutzt die Einreise von Chinesen zu verbieten, die man nach Erkennen der „gelben Gefahr“ in den Jahren zuvor, nicht mehr in die USA und Kanada einreisen ließ. Anfangs hatte man chinesische Kulis zum Eisenbahnbau willkommen geheißen. 1931 gab es Pläne alle 11.000 Chinesen auszuweisen. Diese Art rassischer Diskriminierung hielt bis 1945. In geringerem Umfang betraf sie auch Japaner sowie aus den USA kommende Neger-Hilfsarbeiter. In den 1930ern rechnete man auch Levantiner und Slawen zu den Gruppen, die sich nicht integrierten.
Ley de Migración 1926
Zwar blieb das Recht, dass jedermann einwandern dürfe prinzipiell erhalten, gleichzeitig führte man Zuzugsbeschränkungen ein, um die verbreitete Lohndrückerei durch ausgenutzte Einwanderer zu unterbinden.

Potentielle Zuwanderer hatten sich bei Konsulaten anzumelden. Nachzuweisen waren ausreichende Finanzmittel für anfangs 2, später 6 Monate. Bei den Einreiseverweigerungsgründen reichte nun die bloße Vermutung. Einwanderer erhielten spezielle Personalausweise (tarjeta de identificación). Es wurde eine einkommensabhängige, jährliche Ausländersteuer (ab Alter 6) eingeführt. Ausweisungen waren nach fünf Jahren Aufenthalt nicht mehr möglich.
Ley de Migración 1930

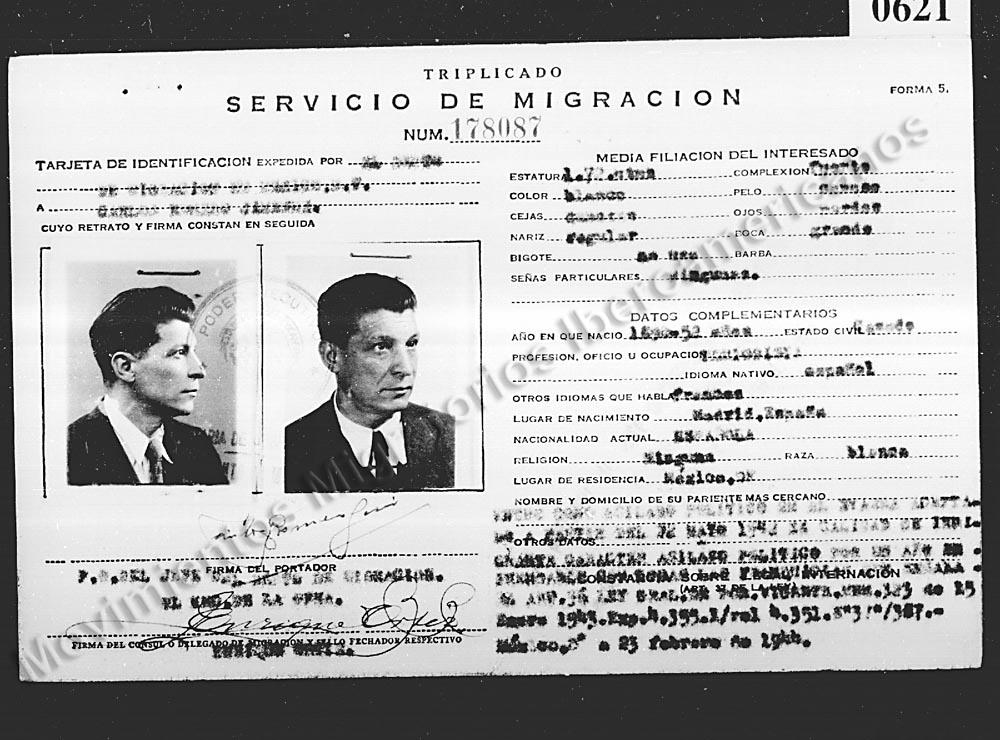
Tarjeta de Inmigración eines politisch Verfolgten.

Während der Weltwirtschaftskrise wurde die Einwanderung dahingehend eingeschränkt, dass bevorzugt gesunde und ausgebildete Zuwanderer ins Land gelassen werden sollten. Jeden Oktober wurde eine Liste und Quote für gewünschte Berufe fürs nächste Jahr zusammengestellt. Eine Rückreisekaution (depósito de repatriación) war zu hinterlegen. Diese konnte bis zu 10.000 Pesos betragen (entspräche 2023 US$ 81155). Die Ausländersteuer wurde nun für Kinder ab 15 Jahren fällig. Zugleich sollte das Innenministerium Einbürgerungen fördern.
Es wirkte auch als Flüchtlingsgesetz, da in die erwünschte Kategorie in jenen Jahren vor allem Europäer fielen, zuerst solche die vor dem spanischen Bürgerkrieg flohen, dann diejenigen die wegen der von Deutschland ausgelösten politischen Verwerfungen ihre Heimat verließen. Hierzu gehörten viele Linke, denen zu jener Zeit in den USA die Anlandung als „Kommunisten“ prinzipiell verweigert wurde.
Acuerdos 1941, 1942, 1944
Verordnungen, die die Einbürgerung von Staatsbürgern der Achsenmächte im Krieg verboten.
Ley General de Población 1936, 1947, 1974
Erstmals wird 1936 Einwanderung in ein „Bevölkerungsgesetz“ aufgenommen. Man betrachtet Einwanderung aus einem neuen Blickwinkel heraus: als Lösung demografischer Probleme. Eine eigenständige Beamtenlaufbahn in der Einwanderungsbehörde wurde geschaffen (bereits seit 1909 gab es Fachkräfte).

Die Vision der Erleichterung von „nützlichen“ Strömen für das Land bleibt bestehen, Tätigkeiten, die Ausländer ausüben können, werden abgegrenzt; Hilfsarbeitern die Einreise verboten. Einschränkungen des Aufenthaltsort wurden möglich. Erwünscht war, dass der Zuwanderer möglichst bald eine gebürtige Mexikanerin heirate.

Ausweisungen waren nun immer möglich.
1947 verschärfte man die Regelungen dahingehend, dass ausländische Zuwanderer nun vom Innenministerium auf ihre Nützlichkeit hin zu prüfen waren und bei etlichen Gelegenheiten nachweisen mussten, dass sie legal im Lande lebten. Personen ohne Dokumente wurden rechtlos.
Ab 1974 förderte man gezielter den Zuzug hochqualifizierter Techniker, Wissenschaftler oder Investoren. Gleichzeitig wurden Meldeauflagen für Ausländer verschärft. Abzuschiebende hatten von nun an dies selbst zu bezahlen. Redaktionelle Änderungen trugen der Gleichberechtigung der Geschlechter Rechnung.
Ley de Migración 2011
Das neue Gesetz milderte die Strafbedingungen des „Bevölkerungsgesetzes.“ Abschiebungen wurden besonders bei Familienangehörigen erschwert. Die bisherige Teilung in von Ausländern in „Einwanderer“ und „Nicht-Einwanderer“ wurde geändert in die drei Gruppen „Besucher,“ „befristeter Aufenthalt“ und „Daueraufenthalt.“ Ausländer, teilweise auch solche ohne Aufenthaltstitel, erhalten Rechtsansprüche auf Grundversorgung bei Krankheit, standesamtliche Eintragungen und Bildung.

## Staatsangehörigkeitsgesetz 1998
Das gegenwärtige Staatsangehörigkeitsgesetz von 1998 gestaltet die in den §§ 30, 32 und 37 der Verfassung von 1917 gegebenen Regeln aus.
Als Nachweisinstrumente gelten die Geburtsurkunde eines mexikanischen Standesamts oder Konsulats, der Staatsangehörigkeitsausweis Certificado de nacionalidad mexicana bzw. cédula de identidad ciudadana oder die Einbürgerungsurkunde (Carta de naturalización), Reisepass oder Kinderpaß (OP-7), nicht jedoch die Wählerverzeichniskarte, die in Mexiko im Alltag als Personalausweis dient.
Gebürtigen Mexikanern kann die Staatsangehörigkeit nie aberkannt werden, allenfalls können sie ihrer Bürgerrechte verlustig gehen. Sie sind innerhalb Mexikos immer als Mexikaner zu betrachten, auch wenn sie eine weitere Staatsbürgerschaft haben sollten. Bei Findelkindern wird Inlandsgeburt angenommen. Eingebürgerten kann die Staatsangehörigkeit gem. § 37 der Verfassung nach Anhörung wieder aberkannt werden.
Kapitel III regelt Einbürgerungen. Ablehnungen sind zu begründende Ermessensentscheidungen der zuständigen Abteilung des Außenministeriums. Voraussetzungen der Gewährung sind:
- Antrag beim Außenministerium
- Erklärung über Aufgabe andrer Staatsbürgerschaften (desvinculación)
- Kenntnis der spanischen Sprache und Kultur Mexikos
- 5 Jahre Wohnsitz im Lande (maximal 6 Monate Auslandsaufenthalt in den 2 Jahren vor Antragstellung)
- keine in- oder ausländische Verurteilung zu Haftstrafe wegen eines vorsätzlichen Verbrechens (delito doloso)
- zustimmende Stellungnahme des Innenministeriums; auch keine laufenden Strafverfahren oder Haft während der Antragsbearbeitung

Nur zwei Jahre Wartezeit:
- für staatenlose Nachfahren von Mexikanern in der 2. Generation
- wenn sie aus einer Ehe mexikanische Kinder haben
- für Bürger lateinamerikanischer Länder oder Spaniens
- Verdienste im Felde der Wissenschaft oder Kultur, ggf. auch ganz ohne Wohnsitz im Lande
- Ehe- und Lebenspartner, die seit 2 Jahren zusammen sind, auch wenn sie Teile dieser Zeit außerhalb Mexikos gelebt haben. Dies auch wenn inzwischen einer der Partner verstorben ist. Auch nach Eheende bleiben solche Einbürgerungen gültig. (Es gibt Strafbestimmungen für Scheinehen.)

Nur ein Jahr Wartezeit:
- für adoptierte Minderjährige
- für ausländische Kinder in Pflege bei Mexikanern

### Mehrfache Staatsangehörigkeit
Bis Mitte der 1990er war der Besitz mehr als einer Staatsangehörigkeit nicht gerne gesehen.
Seit den Änderungen wird Doppelstaatlichkeit gebürtigen Mexikanern erlaubt unter der Voraussetzung, dass sie und ihr Vermögen in Mexiko immer ausschließlich als mexikanisch betrachtet werden.

### Leihmutterschaft
Die Leihmutterschaft wurde in Tabasco 1997 legal, andre Bundesstaaten folgten. In den Jahren danach kam eine große Anzahl von Ausländern, die die Dienste mexikanischer Leihmutter in Anspruch nehmen wollten. Auch um die Gesundheit solcher Mütter zu schützen beschloss man die Leihmutterschaft nur noch für heterosexuelle Paare mit mexikanischer Staatsbürgerschaft zuzulassen und Bezahlung der Mütter zu verbieten. Daher warf diese, auch dank ius soli keine staatsangehörigkeitsrechtlichen Fragen mehr auf.
Oktober 2022 entschied der oberste Gerichtshof, Leihmutterschaft sei eine völlig legale medizinische Prozedur. Biologische Eltern hätten volle Rechte an einem Kind, das von einer Leihmutter geboren wird. Nun dürften Menschen jeden Geschlechts, Familienstands oder sexueller Vorlieben auf diese Art Eltern werden.
Das wird je nach Bundesstaat unterschiedlich oder gar nicht standesamtlich umgesetzt. Meist wurden bisher Leihmutter und der leibliche Vater (Samenspender) als Eltern eingetragen, nun werden in einigen Bundesstaaten die Namen beider leiblicher Eltern in die Geburtsurkunde eingetragen, ex lege wären die Kinder also Mexikaner ab Geburt. Für ausländische Eltern stellt sich die Frage des Staatsangehörigkeitserwerbs im Heimatland. Manche Bundesstaaten erlauben die Bestimmung eines „Verwandtschaftsbeschlusses vor der Geburt,“ meist in Verbindung mit einem DNA-Test. Bürokratien europäischer Staaten reagieren auf solche Fälle höchst unterschiedlich.

### Gesetze, Verordnungen, Urteile
- Instituto Nacional de Migración; Compilación Histórica de la Legislación Migratoria en México, 1821–2002; Mexico ³2002
- Ley de Extranjería y Naturalización 1886 im Código de colonización … 1893
- Ley de Migración 2011 Originalfassung, 25. Mai und aktueller Text
- Secretaría de Gobernación; Circulares vigentes que no se oponen a la Ley de Migración y su Reglamento; Mexiko-Stadt 1933
- Secretaría de Gobernación; Colección de leyes, decretos y reglamentos. Ramo de Inmigración; Mexiko-Stadt 1924 (Imprenta del Diario Oficial)
- Staatsanzeiger: Diario Oficial de la Federación, DOF, Scans. Höchstrichterliche Entscheidungen in Gaceta del Semanario Judicial de la Federación. (Alle seit der 5. “Epoca” (1915/7) verzeichneten Entscheidungen sind bindendes, geltendes Recht.)
- wikisource:
  - Constitution of Mexico (1824)
  - Constitución Mexicana 1857 (engl. Übs.)
  - Constitution of Mexico 1917
  - Ley de Nacionalidad de los Estados Unidos Mexicanos 1998: i.d.F. 2005-01-12 und i.d.F. 2012